# دوش (فیلم)
دوش (انگلیسی: Shower) یک فیلم چینی در سبک کمدی به کارگردانی ژانگ یانگ است که در سال ۱۹۹۹ منتشر شد. این فیلم در تاریخ ۱۴ سپتامبر ۱۹۹۹ در جشنواره بین‌المللی فیلم تورنتو شرکت کرده و جایزهٔ فدراسیون بین‌المللی منتقدان فیلم را به خود اختصاص داد.